# Bäcker

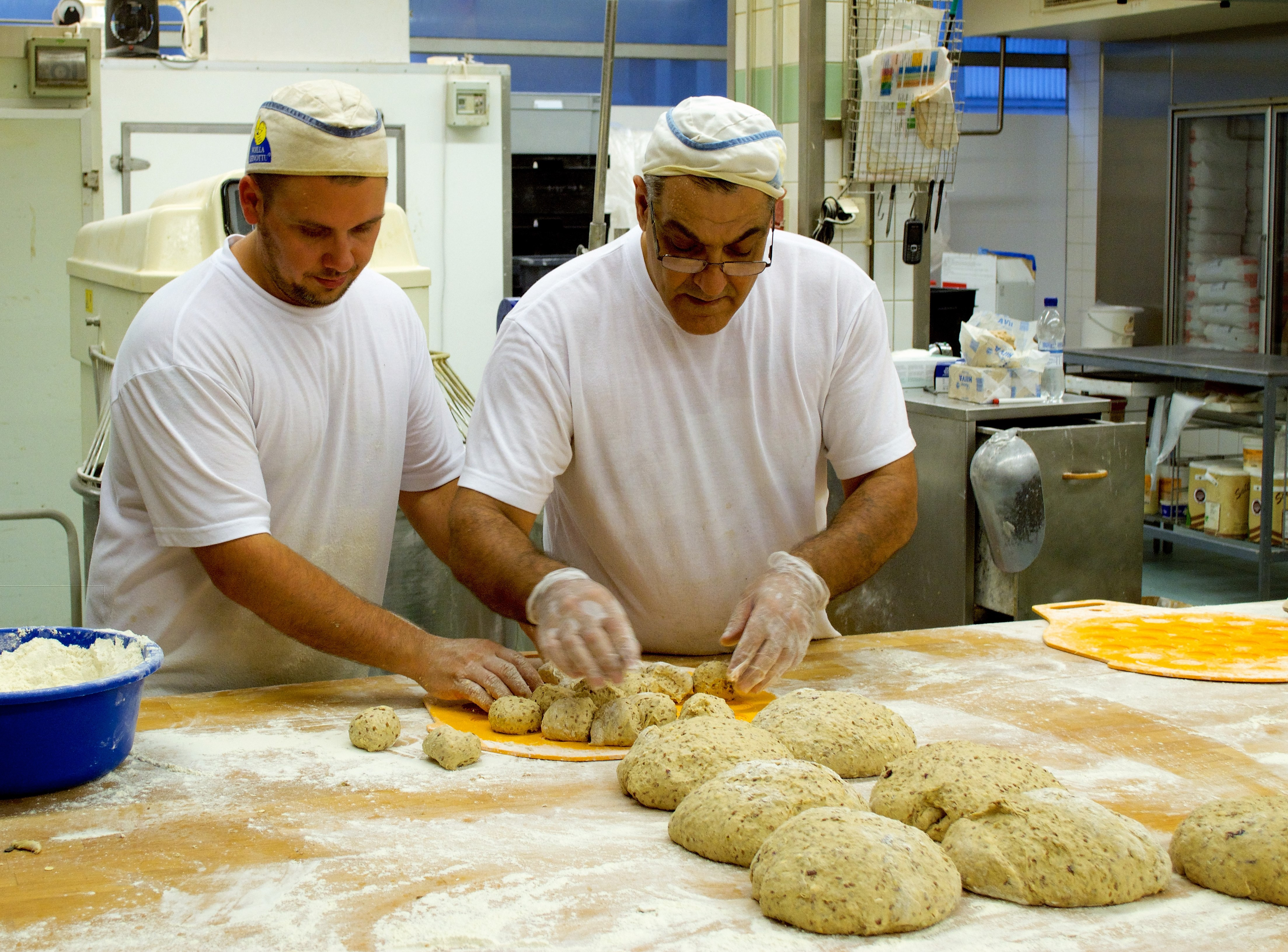
Bäcker bei der Arbeit

Bäcker oder Bäckerin ist eine Person, die das Bäckerhandwerk ausübt, also Brot, Brötchen, Kleingebäck und feine Backwaren backt. Bäcker ist ein Handwerks- und Ausbildungsberuf. Eine zur Ausübung dieses Berufs eingerichtete Arbeitsstätte nennt man Bäckerei.

## Unterschied zwischen „Bäcker“ und „Konditor“
Die Berufsbezeichnung Bäcker wird umgangssprachlich manchmal auch für den Beruf des Konditors (Zuckerbäcker) verwendet. Konditoren sind aber spezialisiert auf süße Waren und stellen keine Brotwaren her. In Deutschland und Österreich handelt es sich auch um separate Berufe, für die verschiedene Gesellenprüfungen abgelegt werden müssen. Viele Bäckereien produzieren auch Produkte, die zum Handwerk des Konditors gehören. Bäcker, die in solchen Bäckereien gelernt oder gearbeitet haben, werden als „Bäcker mit Konditoreierfahrung“ bezeichnet.

## Geschichte

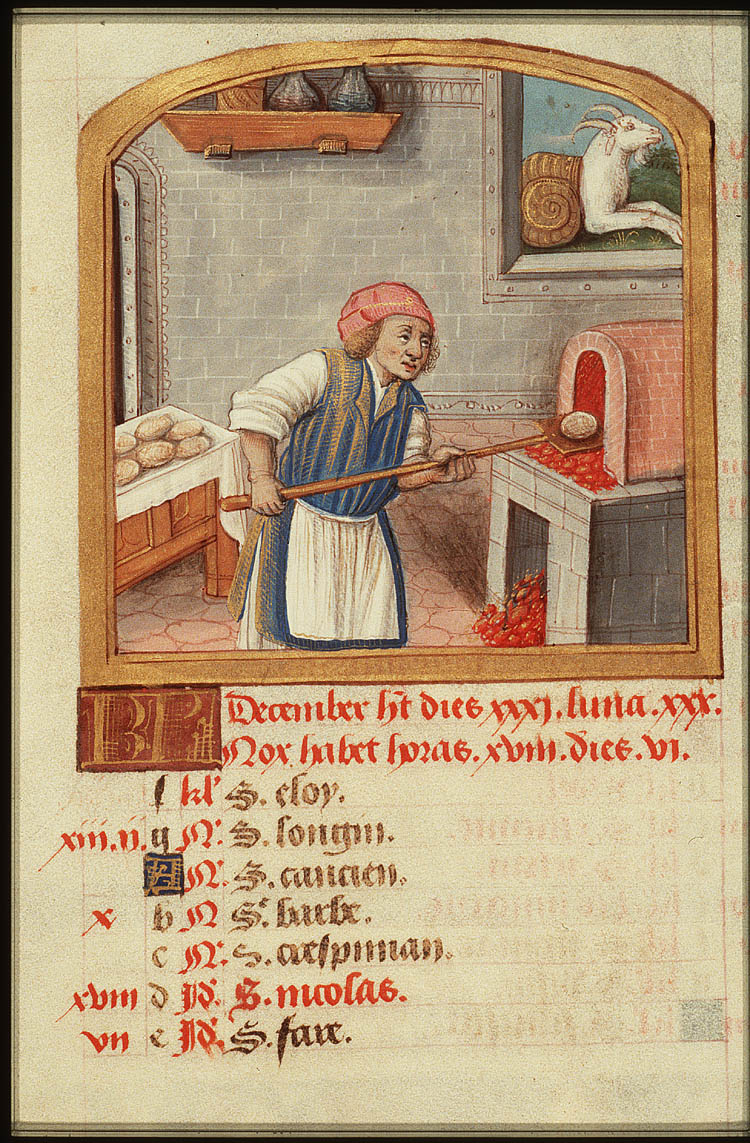
Mittelalterliche Darstellung eines Bäckers

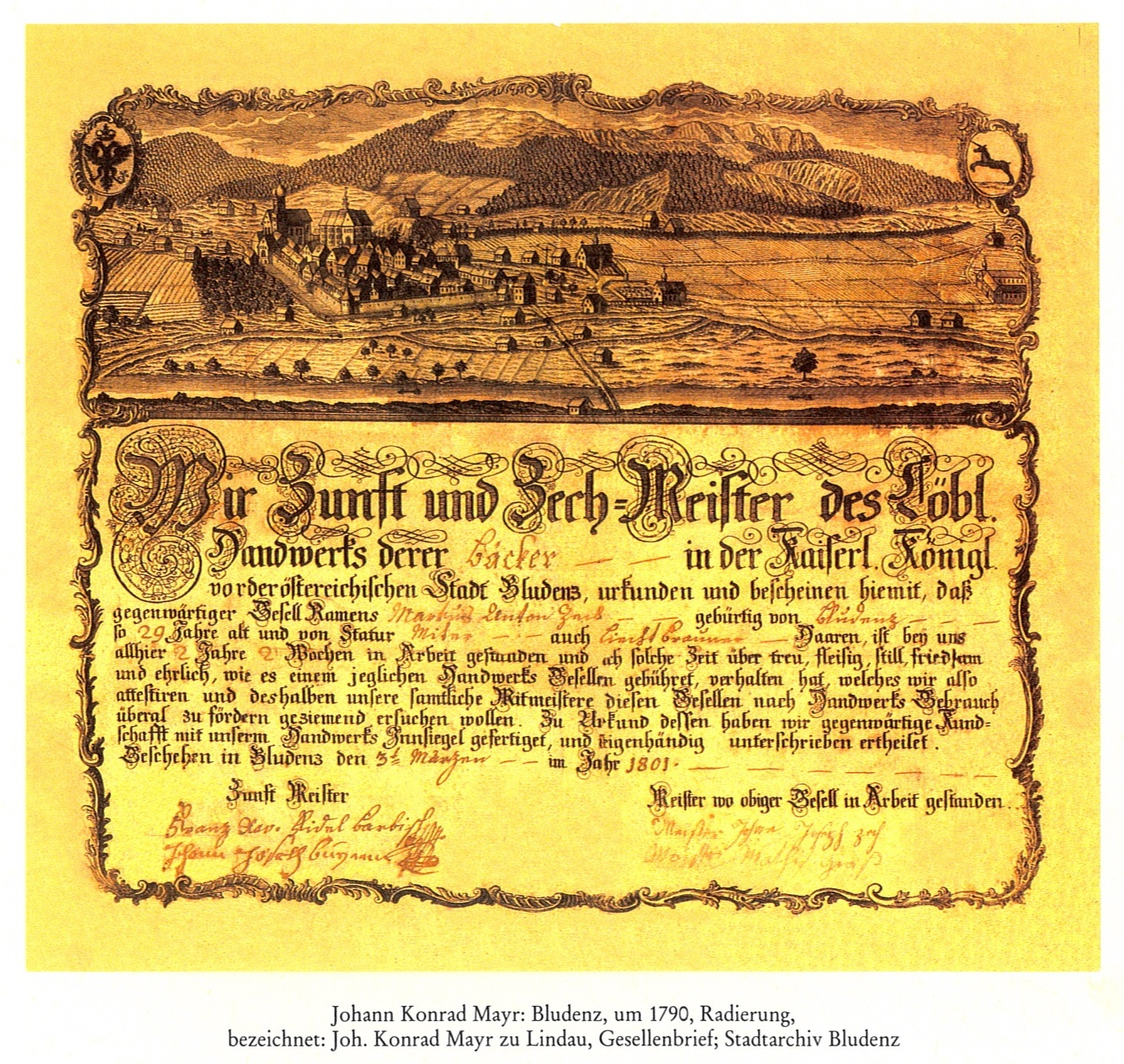
Bäckergesellenbrief 1801

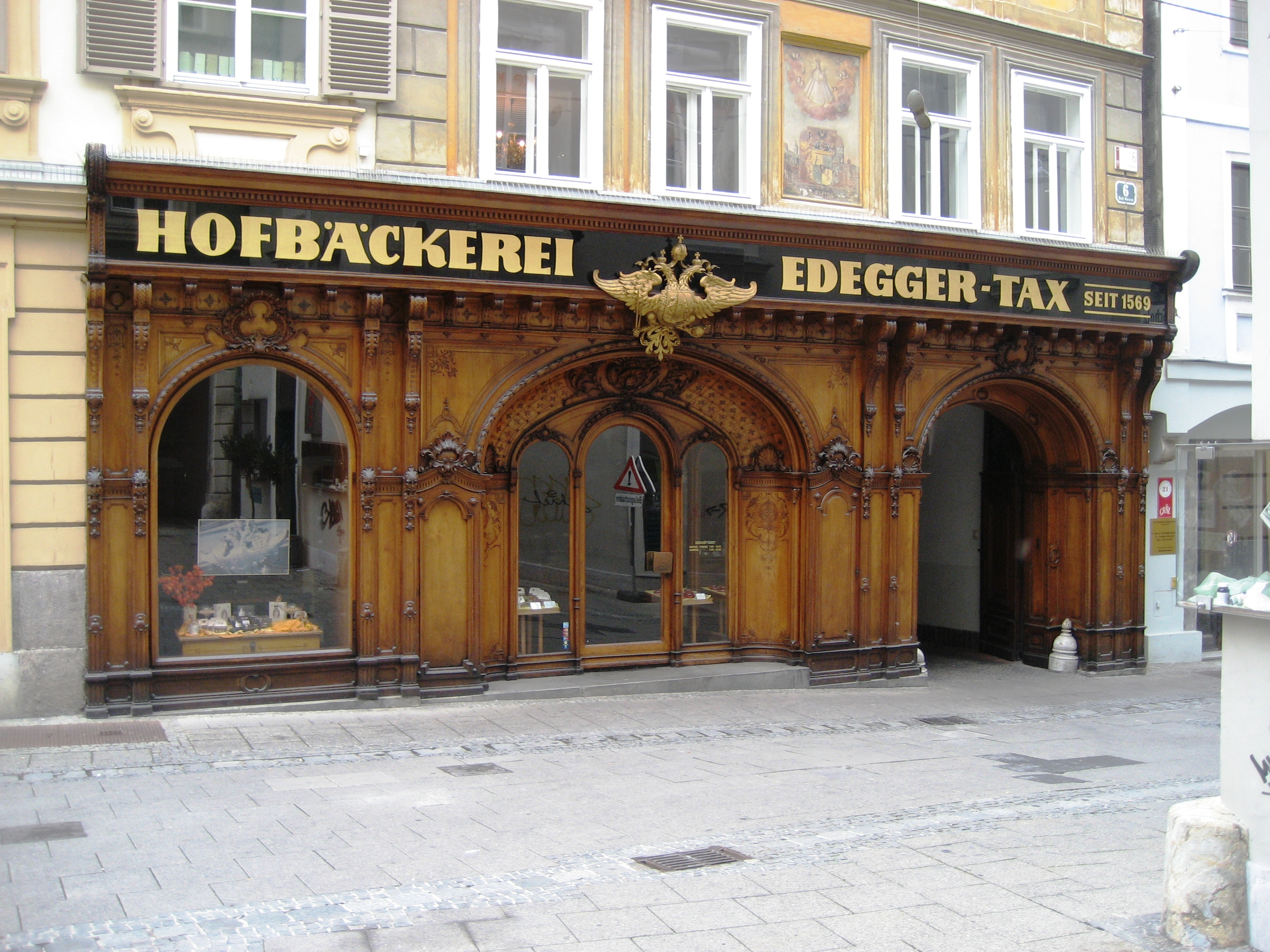
Portal der „Hofbäckerei“ Edegger-Tax in Graz

Das Bäckerhandwerk war früher höchst angesehen, was sich u. a. daran zeigt, dass die Geldstrafe für die Tötung eines Bäckers im Mittelalter dreimal so hoch war wie sonst. Ferner betrieben die Bäcker Handel mit Getreide oder Mehl. Aufgrund der anhaltenden Bedeutung für die Versorgung der Bevölkerung wurden Bäckereien auch im Zuge der COVID-19-Pandemie als systemrelevant eingestuft.
Der Schutzpatron der Bäcker ist der heilige Nikolaus von Myra.

Das Bäckerhandwerk teilte sich früher noch in
- Zuckerbäcker (Konditor)
- Pfefferkuchenbäcker (Lebkuchen)
- Los- oder Weißbäcker (Weizenbrot, Brötchen etc.)
- Fast- oder Schwarzbäcker (Roggenbrot)

Diese Unterscheidungen wurden zuerst in Preußen 1752 aufgehoben, da sie zu ständigen Reibereien, auch zum Nachteil der Kundschaft führte. Der Bäckerberuf gehörte zu den freien, geschenkten und ungeschlossenen Handwerken. Die Befugnis eines Meisters, zu backen, hieß die (Back-)Gerechtigkeit oder auch die Bank. Bereits im römischen Recht wurden die Bäcker (pistores) in eigenen Korporationen vereinigt, und im Mittelalter wurde durch Erteilung von Privilegien die Bildung von Bäckerinnungen vorangetrieben. Ihren Rechten entsprachen jedoch bestimmte Pflichten. So sollten die Bäcker durch die Bereitstellung ständig vorhandener Mehlvorräte allgemeinen Notständen vorbeugen helfen.
In Paris und in einigen französischen Départements wurden die Bäcker 1801 in geschlossenen Korporationen unter der Leitung von Syndikaten vereinigt. Für den Betrieb war dann eine obrigkeitliche Genehmigung erforderlich. Eine besondere Bäckereikasse hatte den Ausgleich der Brotpreise zum Zweck, indem aus ihr in teuren Zeiten Vorschüsse an die Bäcker geleistet wurden. Diese Einrichtung bestand bis 1863.
Die deutsche Gewerbeordnung gab schließlich das Bäckergewerbe frei. Nach § 73 konnten jedoch die Bäcker angehalten werden, Preis und Gewicht ihrer Waren am Geschäft zur Kenntnis des Publikums zu bringen.
Der Verkauf der Backwaren erfolgte traditionell in den Läden der Bäckermeister, die als Familienbetrieb geführt wurden. Diese Bäckereien bezogen das Mehl von den örtlichen Müllern. Mit der Industrialisierung entstanden vermehrt Großbäckereien, die neben frischen Backwaren auch Tiefkühlteiglinge in sogenannten Backstraßen produzierten. Anfänglich als Sortimentserweiterung gedacht, übernahmen die örtlichen Bäckereien das Aufbacken und den Verkauf dieser Teiglinge neben Produkten aus eigener Herstellung. Gleichzeitig wurden diese Backwaren vermehrt auch als Fertigprodukte in Supermärkten und Tankstellen angeboten. Aufgrund des zunehmenden Preisdrucks, bedingt durch eine große Konkurrenz, mussten in den letzten Jahrzehnten viele traditionelle Bäcker ihren Betrieb aufgeben oder wurden von Filialketten übernommen. In den Vorstädten, den Bahnhöfen und großen Einkaufszentren haben sich in jüngster Vergangenheit Discounter durchgesetzt, die Tiefkühlteiglinge im Verkaufsraum aufbacken.

## Aus- und Weiterbildung

### Deutschland
Nach einer meist dreijährigen dualen Ausbildung im Bäckerhandwerk wird vor der regional zuständigen Innung die Gesellenprüfung abgelegt. Direkt im Anschluss besteht für den Bäckergesellen die Möglichkeit, sich an einer Fachschule weiterzubilden und anschließend vor der Handwerkskammer die Meisterprüfung abzulegen. Diese Ausbildung kann in einer Meisterschule (zum Beispiel Akademie Deutsches Bäckerhandwerk Weinheim (Bundesfachschule), Bäckerfachschule Hannover, Sächsische Bäckerfachschule Dresden-Helmsdorf, Erste Deutsche Bäckerfachschule Olpe, Akademie des bayerischen Bäckerhandwerks) oder bei der örtlichen Innung gemacht werden. Die früher erforderliche fünfjährige Gesellenzeit als Zulassungsvoraussetzung zur Meisterprüfung ist weggefallen. Nach dem erfolgreichen Abschluss der Meisterprüfung erwirbt man das Recht, den Beruf des Bäckers selbständig auszuüben und Auszubildende in diesem Beruf auszubilden.
2022 schlossen rund 1640 Personen in Deutschland einen neuen Ausbildungsvertrag zum Bäcker ab. Die Zahl der Neuverträge hat sich binnen zehn Jahren halbiert und lag deutlich über dem Rückgang aller Ausbildungsverträge (18,9 Prozent). 70 Prozent der Neuverträge wurden von Männern abgeschlossen, 30 Prozent von Frauen. Im Jahr 2023 traten 284 Gesellen zur Meisterprüfung an. 401 Meister machten sich selbstständig.
Die Ausbildungsvergütung wurde ab dem 1. März 2021 erhöht. Diese beträgt im 1. Ausbildungsjahr 645 €, im 2. Ausbildungsjahr 720 € und im 3. Ausbildungsjahr 850 €. Ab dem 1. Februar 2022 erfolgte eine weitere Erhöhung der Ausbildungsvergütung.
Die Zahl der Bäckereien und das Angebot an Ausbildungsstellen sinkt weiter.

### Österreich
In Österreich wird der Lehrling drei Jahre im dualen System an Berufsschulen und in handwerklichen Betrieben (Bäckereien) oder in industriellen Betrieben ausgebildet und legt am Ende die Lehrabschlussprüfung ab. Der verwandte Lehrberuf Konditor kann mit verkürzter Lehrzeit absolviert werden und nach dem Lehrabschluss kann die Weiterbildung zum Meister folgen. Im Gegensatz zu Deutschland ist eine Meisterprüfung aber nicht zwingend notwendig für eine Gewerbeberechtigung, die Lehrabschlussprüfung und eine dreijährige einschlägige Berufstätigkeit genügen dafür auch.

### Schweiz
siehe Bäcker-Konditor-Confiseur

### Frankreich
Auch in Frankreich existiert die Ausbildung (apprentissage) zum Bäcker (franz. Boulanger).
Die Ausbildung ist etwas enger gefasst als in Deutschland und der Schweiz, der Bäcker bäckt sprichwörtlich „nur“ Baguettes und andere Brote, beispielsweise aber keine Croissants (dafür ist der Konditor zuständig). Dafür existieren aber über zwanzig verschiedene Baguette-Sorten, die sich in Teig und Backvorgang zum Teil deutlich unterscheiden.